# Bank of Africa – Mer Rouge
La Bank of Africa – Mer Rouge est depuis 2010, la branche du groupe Bank of Africa, établie à Djibouti.
Auparavant, elle s'appelait Banque Indosuez Mer Rouge (BIMR) et avait été fondée en 1908. Il s’agissait à l'origine d'une implantation locale de la Banque de l'Indochine à qui le gouvernement français venait de céder le Chemin de fer franco-éthiopien entre Djibouti et Addis-Abeba (Éthiopie). 
Cette implantation reprit également la diffusion de la monnaie dans ce territoire initiée l'année précédente.
La dénomination changea avec celle de la maison mère dans les années 1970 : la Banque de l'Indochine devenant en 1974 Banque de l'Indochine et de Suez puis Banque Indosuez.
La BIMR resta sans concurrence jusqu'à l'arrivée d'une filiale de la BNP Paribas en 1954 : Banque pour le Commerce et l'Industrie – Mer Rouge (en) (BCIMR). Les deux sièges cohabitèrent seuls, Place Lagarde, pendant près d'un demi-siècle.
La Banque Indosuez Mer Rouge (BIMR) intégra le groupe bancaire Crédit agricole par le rachat par celui-ci de la Banque Indosuez en 1996.
En août 2010, la société BOA Group, holding du Groupe Bank of Africa, s’est portée acquéreur de la BIMR. Ces négociations aboutirent à son rachat le 22 décembre 2010, Djibouti devenant ainsi le quatorzième pays d’implantation du Groupe BOA, le sixième dans la zone de l’Afrique de l’Est et de l’Océan Indien.
En 2020, elle conclut un partenariat avec le La Poste de Djibouti concernant les cartes de paiement.

## Sources
- Meuleau Marc, Des pionniers en Extrême-Orient. Histoire de la Banque de l'Indochine (1875-1975). Paris: Fayard, 1990